# (31338) Lipperhey
(31338) Lipperhey est un astéroïde de la ceinture principale, et plus spécifiquement du groupe de Hilda.

## Description
(31338) Lipperhey est un astéroïde du groupe de Hilda. Il présente une orbite caractérisée par un demi-grand axe de 3,98 UA, une excentricité de 0,06 et une inclinaison de 9,6° par rapport à l'écliptique.

## Compléments